# Dıryan
Dıryan è un comune dell'Azerbaigian situato nel distretto di Lənkəran.